# Pieranica
Pieranica (Pieràniga in dialetto cremasco) è un comune italiano di 1 100 abitanti della provincia di Cremona, in Lombardia.

## Storia

### Simboli
Lo stemma comunale è stato approvato del deliberazione del podestà del 15 aprile 1932 e concesso con regio decreto del 23 luglio 1937 e si può blasonare:
Nei documenti più antichi la località viene chiamata Pilaranica,  e pila in latino significa "palla"; la rana sulla campagna di verde compone la seconda parte del nome, oltre a simboleggiare la fertile pianura dove è situato il comune; il leone passante nel capo proviene dal blasone della famiglia Benzoni, signori di Crema, che ebbero in Pieranica vasti possedimenti.
Il gonfalone, concesso con D.P.R. del 18 febbraio 2011, è un drappo di bianco con la bordatura di azzurro.

## Società

### Evoluzione demografica
Abitanti censiti

### Etnie e minoranze straniere
Al 31 dicembre 2020 i cittadini stranieri sono 67. Le comunità nazionali numericamente significative sono:
1. Romania: 28

## Infrastrutture e trasporti

### Strade
Il territorio è attraversato da una sola strada provinciale:
- CR SP 2 Crema-Vailate

## Amministrazione
Elenco dei sindaci dal 1985 ad oggi.
| Periodo | Periodo   | Primo cittadino          | Partito                         | Carica  | Note |
| ------- | --------- | ------------------------ | ------------------------------- | ------- | ---- |
| 1985    | 1990      | Antonio Benzoni          | Democrazia Cristiana            | sindaco |      |
| 1990    | 1995      | Antonio Benzoni          | Democrazia Cristiana            | sindaco |      |
| 1995    | 1999      | Pietro Lupi              | lista civica di centro-sinistra | sindaco |      |
| 1999    | 2004      | Pietro Lupi              | lista civica di centro-sinistra | sindaco |      |
| 2004    | 2009      | Antonio Benzoni          | lista civica di centro-sinistra | sindaco |      |
| 2009    | 2014      | Antonio Benzoni          | lista civica                    | sindaco |      |
| 2014    | 2019      | Valter Giuseppe Raimondi | lista civica                    | sindaco |      |
| 2019    | 2024      | Valter Giuseppe Raimondi | lista civica                    | sindaco |      |
| 2024    | in carica | Valter Giuseppe Raimondi | lista civica                    | sindaco |      |

### Altre informazioni amministrative
Tra il 1931 ed il 1947 al Comune di Pieranica veniva aggregato il soppresso Comune di Quintano.